# Maulais
Maulais is een plaats en voormalige gemeente in het Franse departement Deux-Sèvres in de regio Nouvelle-Aquitaine  en telt 737 inwoners (2005). De plaats maakt deel uit van het arrondissement Bressuire.

## Geschienenis
Op 1 januari 1973 fuseerde Maulais met Taizé tot de gemeente die op 1 januari 2016 werd hernoemd van Taizé naar Taizé-Maulais. Deze gemeente is op 1 januari 2019 gefuseerd met Brie, Oiron en Saint-Jouin-de-Marnes tot de gemeente Plaine-et-Vallées.
Bilazais · Brie · Maulais · Noizé · Oiron · Saint-Jouin-de-Marnes · Taizé